# G Sony
G Sony, de son vrai nom Gonzalo Rodríguez (né le 8 mars 1993 à Pontevedra), est un rappeur argentin.

## Biographie

### Enfance et freestyle
Son père décède lorsque Gonzalo Rodríguez avait 14 ans,.
En 2011, il participe à l'ACDP, un événement de rap freestyle organisé par le label discographique indépendant Sudamétrica, où il réussit à se qualifier pour la finale, perdant contre Kodigo.
En 2012, il participe à l'événement Red Bull Batalla de Gallos dans sa version nationale pour l'Argentine, où il réussit à se qualifier pour les demi-finales, où il est battu par Coqee. Toujours en 2012, il fait ses débuts à la télévision argentine, apparaissant en tant que concurrent dans l'émission La Voz. En 2014, il participe de nouveau à ce concours et est couronné champion d'Argentine en battant Papo en finale,, ce qui lui permet de représenter son pays à la Batalla de los Gallos Internacional, qui se tient en Espagne, où il se qualifie pour les demi-finales,.
En 2015, il participe en tant que juge à la Red Bull Batalla de los Gallos Internacional et à certaines compétitions telles que God Level 2015, entre autres. Un an plus tard, il est couronné champion de l'événement Vans freestyle, participe à une nouvelle édition de God Level et atteint de nouveau la finale de la Batalla de los Gallos nationale après avoir vaincu des adversaires tels que Dozer et Wolf. 

### Carrière musicale
Au cours de sa carrière ascendante en tant que référence argentine du rap freestyle, Rodríguez sort plusieurs singles sous le nom d'El Gordo S, dans lesquels il incorpore des genres tels que le hip-hop, le RnB et le trap. Des singles tels que Cero cartel et Mi guía ont un impact sur la scène locale. En 2017, il sort son premier album accompagné de Tata, intitulé Decisiones, sur le label Tr4p Music.
En 2019, il sort son premier single en tant que G Sony, intitulé Lágrimas. Le clip du morceau a un impact sur la plateforme YouTube, atteignant plus de six millions de vues. La même année, il sort son deuxième single, intitulé Punto final, et apparaît dans le long métrage Panash du cinéaste allemand Christoph Behl sur la scène rap et freestyle en Argentine,. Les années 2020 commencent avec la sortie de deux nouveaux singles, Despecho et La última vez, ainsi qu'avec des concerts lors d'événements tels que Actitud Freestyle, Viví la Costa Tour, le Festival Olavarría et la Fiesta de los Jardines à Villa la Angostura, entre autres.
Ses sorties en 2024 comprennent : Wow, Blokeao, Miranos et Un pop y un poco.

## Discographie

### Albums studio
- 2017 : Decisiones

### Singles et EP
- 2014 : Mi guía
- 2016 : 24 siempre
- 2016 : Canción a un fan enojado
- 2017 : Estamos acá
- 2017 : No envidies
- 2017 : El camino
- 2017 : Desconfianza
- 2017 : Todo de mí
- 2018 : Cero cartel
- 2018 : Que sigan
- 2018 : Si te equivocas
- 2019 : Lágrimas»
- 2019 : Punto final
- 2020 : Despecho
- 2020 : No vale nada (MOJO)
- 2020 : Rompiendo el silencio
- 2020 : A La Mitad